# Prodasineura hanzhongensis
Prodasineura hanzhongensis là loài chuồn chuồn trong họ Platycnemididae. Loài này được Yang & Li miêu tả khoa học đầu tiên năm 1995.